# لويس غانيت
لويس غانيت (بالإنجليزية: Lewis Gannett)‏ (1952، واشنطن العاصمة في الولايات المتحدة)؛ روائي أمريكي.